# SIG GL 5040
Le SIG GL 5040 est un lance-grenades monocoup de 40mm fabriqué par Swiss Arms (anciennement SIG Arms AG).

## Versions
GL signifie Grenade launcher
- SIG GL 5040 : lance-grenades monté sur le fusil d'assaut SIG-550
- SIG GL 5140 : monté sur le fusil d'assaut SIG-551
- SIG GL 5340 : monté sur les fusils d'assaut SIG-552, SIG-553 et SIG-556
- SIG GLG 40 : version lance-grenades individuel

## Utilisateurs
- Suisse : Armée suisse, Lance-grenade 97 (LG97) / Gewehraufsatz 97 (GwA 97) pour le Fass 90 et le SIG-551.
- Malaisie : Garde côtière malaisienne